# Meelis Friedenthal
Meelis Friedenthal (Viljandi, 24 ottobre 1973) è uno scrittore estone.

## Vita e istruzione
Laureato in Teologia all'Università di Tartu nel 1996, vi ha conseguito il dottorato nella stessa disciplina nel 2001, trascorrendo anche periodi di studio in Germania, presso gli atenei di Heidelberg (1996-97) e Gottinga (2014-15).
Ricercatore e docente presso la sua alma mater, è membro dell'Unione degli Scrittori Estoni dal 2012.

## Carriera
Nel 2005 ha pubblicato la sua prima opera, Kuldne Aeg (L'età dell'oro), un romanzo distopico.
Il suo secondo lavoro, il romanzo storico Le api (Mesilased, 2012), ambientato nell'Estonia del Diciassettesimo secolo durante il dominio svedese, è stato insignito del premio letterario dell'Unione europea nel 2013 e tradotto in neerlandese, italiano, ceco e lettone.
Nel 2016 è apparso il suo terzo romanzo, Inglite keel (La lingua degli angeli), mentre del 2020 è Kõik äratatakse ellu (Tutti saranno riportati in vita).

## Opere tradotte in lingua italiana
- Le api, Iperborea, Milano, 2015 - ISBN 9788870914535 (trad. Daniele Monticelli).